# Jim Smith
James Oliver Smith, detto Jim (Cleveland, 12 aprile 1958), è un ex cestista statunitense, professionista nella NBA, in Francia e in Italia.

## Carriera
Venne selezionato dai San Diego Clippers al terzo giro del Draft NBA 1981 (54ª scelta assoluta).

## Palmarès
- Campione USBL (1987)